# Seznam obcí v departementu Loiret

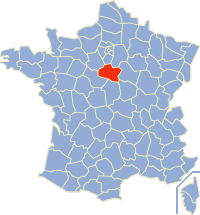
Loiret

Toto je seznam obcí v departementu Loiret ve Francii, jichž je celkem 334:
| INSEE | PSČ   | Obec                        |
| ----- | ----- | --------------------------- |
| 45001 | 45230 | Adon                        |
| 45002 | 45230 | Aillant-sur-Milleron        |
| 45004 | 45200 | Amilly                      |
| 45005 | 45480 | Andonville                  |
| 45006 | 45160 | Ardon                       |
| 45008 | 45410 | Artenay                     |
| 45009 | 45170 | Aschères-le-Marché          |
| 45010 | 45300 | Ascoux                      |
| 45011 | 45170 | Attray                      |
| 45012 | 45300 | Audeville                   |
| 45013 | 45330 | Augerville-la-Rivière       |
| 45014 | 45390 | Aulnay-la-Rivière           |
| 45015 | 45480 | Autruy-sur-Juine            |
| 45016 | 45500 | Autry-le-Châtel             |
| 45017 | 45270 | Auvilliers-en-Gâtinais      |
| 45018 | 45340 | Auxy                        |
| 45019 | 45130 | Baccon                      |
| 45020 | 45130 | Le Bardon                   |
| 45021 | 45340 | Barville-en-Gâtinais        |
| 45022 | 45340 | Batilly-en-Gâtinais         |
| 45023 | 45420 | Batilly-en-Puisaye          |
| 45024 | 45130 | Baule                       |
| 45025 | 45480 | Bazoches-les-Gallerandes    |
| 45026 | 45210 | Bazoches-sur-le-Betz        |
| 45027 | 45270 | Beauchamps-sur-Huillard     |
| 45028 | 45190 | Beaugency                   |
| 45029 | 45630 | Beaulieu-sur-Loire          |
| 45030 | 45340 | Beaune-la-Rolande           |
| 45031 | 45270 | Bellegarde                  |
| 45032 | 45210 | Le Bignon-Mirabeau          |
| 45033 | 45390 | Boësses                     |
| 45034 | 45760 | Boigny-sur-Bionne           |
| 45035 | 45340 | Boiscommun                  |
| 45036 | 45290 | Boismorand                  |
| 45037 | 45480 | Boisseaux                   |
| 45038 | 45300 | Bondaroy                    |
| 45039 | 45460 | Bonnée                      |
| 45040 | 45420 | Bonny-sur-Loire             |
| 45041 | 45340 | Bordeaux-en-Gâtinais        |
| 45042 | 45460 | Les Bordes                  |
| 45043 | 45430 | Bou                         |
| 45044 | 45170 | Bougy-lez-Neuville          |
| 45045 | 45300 | Bouilly-en-Gâtinais         |
| 45046 | 45140 | Boulay-les-Barres           |
| 45047 | 45300 | Bouzonville-aux-Bois        |
| 45049 | 45460 | Bouzy-la-Forêt              |
| 45050 | 45300 | Boynes                      |
| 45051 | 45460 | Bray-en-Val                 |
| 45052 | 45250 | Breteau                     |
| 45053 | 45250 | Briare                      |
| 45054 | 45390 | Briarres-sur-Essonne        |
| 45055 | 45310 | Bricy                       |
| 45056 | 45390 | Bromeilles                  |
| 45058 | 45410 | Bucy-le-Roi                 |
| 45059 | 45140 | Bucy-Saint-Liphard          |
| 45060 | 45230 | La Bussière                 |
| 45061 | 45120 | Cepoy                       |
| 45062 | 45520 | Cercottes                   |
| 45063 | 45620 | Cerdon                      |
| 45064 | 45360 | Cernoy-en-Berry             |
| 45065 | 45300 | Césarville-Dossainville     |
| 45066 | 45260 | Chailly-en-Gâtinais         |
| 45067 | 45380 | Chaingy                     |
| 45068 | 45120 | Châlette-sur-Loing          |
| 45069 | 45340 | Chambon-la-Forêt            |
| 45070 | 45420 | Champoulet                  |
| 45072 | 45400 | Chanteau                    |
| 45073 | 45320 | Chantecoq                   |
| 45074 | 45310 | La Chapelle-Onzerain        |
| 45075 | 45380 | La Chapelle-Saint-Mesmin    |
| 45076 | 45210 | La Chapelle-Saint-Sépulcre  |
| 45077 | 45230 | La Chapelle-sur-Aveyron     |
| 45078 | 45270 | Chapelon                    |
| 45079 | 45230 | Le Charme                   |
| 45080 | 45480 | Charmont-en-Beauce          |
| 45081 | 45130 | Charsonville                |
| 45082 | 45110 | Châteauneuf-sur-Loire       |
| 45083 | 45220 | Château-Renard              |
| 45084 | 45260 | Châtenoy                    |
| 45085 | 45230 | Châtillon-Coligny           |
| 45086 | 45480 | Châtillon-le-Roi            |
| 45087 | 45360 | Châtillon-sur-Loire         |
| 45088 | 45480 | Chaussy                     |
| 45089 | 45430 | Chécy                       |
| 45091 | 45210 | Chevannes                   |
| 45092 | 45700 | Chevillon-sur-Huillard      |
| 45093 | 45520 | Chevilly                    |
| 45094 | 45210 | Chevry-sous-le-Bignon       |
| 45095 | 45170 | Chilleurs-aux-Bois          |
| 45096 | 45290 | Les Choux                   |
| 45097 | 45220 | Chuelles                    |
| 45098 | 45370 | Cléry-Saint-André           |
| 45099 | 45310 | Coinces                     |
| 45100 | 45800 | Combleux                    |
| 45101 | 45530 | Combreux                    |
| 45102 | 45700 | Conflans-sur-Loing          |
| 45103 | 45490 | Corbeilles                  |
| 45104 | 45120 | Corquilleroy                |
| 45105 | 45700 | Cortrat                     |
| 45106 | 45330 | Coudray                     |
| 45107 | 45260 | Coudroy                     |
| 45108 | 45720 | Coullons                    |
| 45109 | 45130 | Coulmiers                   |
| 45110 | 45300 | Courcelles                  |
| 45111 | 45300 | Courcy-aux-Loges            |
| 45112 | 45260 | La Cour-Marigny             |
| 45113 | 45320 | Courtemaux                  |
| 45114 | 45490 | Courtempierre               |
| 45115 | 45320 | Courtenay                   |
| 45116 | 45190 | Cravant                     |
| 45118 | 45170 | Crottes-en-Pithiverais      |
| 45119 | 45300 | Dadonville                  |
| 45120 | 45420 | Dammarie-en-Puisaye         |
| 45121 | 45230 | Dammarie-sur-Loing          |
| 45122 | 45570 | Dampierre-en-Burly          |
| 45123 | 45150 | Darvoy                      |
| 45124 | 45390 | Desmonts                    |
| 45125 | 45390 | Dimancheville               |
| 45126 | 45450 | Donnery                     |
| 45127 | 45680 | Dordives                    |
| 45129 | 45220 | Douchy                      |
| 45130 | 45370 | Dry                         |
| 45131 | 45390 | Échilleuses                 |
| 45132 | 45340 | Égry                        |
| 45133 | 45300 | Engenville                  |
| 45134 | 45130 | Épieds-en-Beauce            |
| 45135 | 45480 | Erceville                   |
| 45136 | 45320 | Ervauville                  |
| 45137 | 45300 | Escrennes                   |
| 45138 | 45250 | Escrignelles                |
| 45139 | 45300 | Estouy                      |
| 45141 | 45420 | Faverelles                  |
| 45142 | 45450 | Fay-aux-Loges               |
| 45143 | 45230 | Feins-en-Gâtinais           |
| 45144 | 45150 | Férolles                    |
| 45145 | 45210 | Ferrières-en-Gâtinais       |
| 45146 | 45240 | La Ferté-Saint-Aubin        |
| 45147 | 45400 | Fleury-les-Aubrais          |
| 45148 | 45210 | Fontenay-sur-Loing          |
| 45149 | 45320 | Foucherolles                |
| 45150 | 45270 | Fréville-du-Gâtinais        |
| 45151 | 45340 | Gaubertin                   |
| 45152 | 45310 | Gémigny                     |
| 45153 | 45110 | Germigny-des-Prés           |
| 45154 | 45520 | Gidy                        |
| 45155 | 45500 | Gien                        |
| 45156 | 45120 | Girolles                    |
| 45157 | 45300 | Givraines                   |
| 45158 | 45490 | Gondreville                 |
| 45159 | 45390 | Grangermont                 |
| 45160 | 45480 | Greneville-en-Beauce        |
| 45161 | 45210 | Griselles                   |
| 45162 | 45300 | Guigneville                 |
| 45164 | 45600 | Guilly                      |
| 45165 | 45220 | Gy-les-Nonains              |
| 45166 | 45520 | Huêtre                      |
| 45167 | 45130 | Huisseau-sur-Mauves         |
| 45168 | 45450 | Ingrannes                   |
| 45169 | 45140 | Ingré                       |
| 45170 | 45300 | Intville-la-Guétard         |
| 45171 | 45620 | Isdes                       |
| 45173 | 45150 | Jargeau                     |
| 45174 | 45480 | Jouy-en-Pithiverais         |
| 45175 | 45370 | Jouy-le-Potier              |
| 45176 | 45340 | Juranville                  |
| 45177 | 45300 | Laas                        |
| 45057 | 45330 | Labrosse                    |
| 45178 | 45270 | Ladon                       |
| 45179 | 45740 | Lailly-en-Val               |
| 45180 | 45290 | Langesse                    |
| 45181 | 45480 | Léouville                   |
| 45182 | 45240 | Ligny-le-Ribault            |
| 45183 | 45410 | Lion-en-Beauce              |
| 45184 | 45600 | Lion-en-Sullias             |
| 45185 | 45700 | Lombreuil                   |
| 45186 | 45490 | Lorcy                       |
| 45187 | 45260 | Lorris                      |
| 45188 | 45470 | Loury                       |
| 45189 | 45210 | Louzouer                    |
| 45190 | 45330 | Mainvilliers                |
| 45191 | 45330 | Malesherbes                 |
| 45192 | 45300 | Manchecourt                 |
| 45193 | 45240 | Marcilly-en-Villette        |
| 45194 | 45430 | Mardié                      |
| 45195 | 45300 | Mareau-aux-Bois             |
| 45196 | 45370 | Mareau-aux-Prés             |
| 45197 | 45760 | Marigny-les-Usages          |
| 45198 | 45300 | Marsainvilliers             |
| 45199 | 45220 | Melleroy                    |
| 45200 | 45240 | Ménestreau-en-Villette      |
| 45201 | 45210 | Mérinville                  |
| 45202 | 45190 | Messas                      |
| 45203 | 45130 | Meung-sur-Loire             |
| 45205 | 45270 | Mézières-en-Gâtinais        |
| 45204 | 45370 | Mézières-lez-Cléry          |
| 45206 | 45490 | Mignères                    |
| 45207 | 45490 | Mignerette                  |
| 45208 | 45200 | Montargis                   |
| 45209 | 45340 | Montbarrois                 |
| 45210 | 45230 | Montbouy                    |
| 45211 | 45220 | Montcorbon                  |
| 45212 | 45700 | Montcresson                 |
| 45213 | 45260 | Montereau                   |
| 45214 | 45170 | Montigny                    |
| 45215 | 45340 | Montliard                   |
| 45216 | 45700 | Mormant-sur-Vernisson       |
| 45217 | 45300 | Morville-en-Beauce          |
| 45218 | 45290 | Le Moulinet-sur-Solin       |
| 45219 | 45270 | Moulon                      |
| 45220 | 45340 | Nancray-sur-Rimarde         |
| 45221 | 45330 | Nangeville                  |
| 45222 | 45210 | Nargis                      |
| 45223 | 45270 | Nesploy                     |
| 45224 | 45170 | Neuville-aux-Bois           |
| 45225 | 45390 | La Neuville-sur-Essonne     |
| 45226 | 45510 | Neuvy-en-Sullias            |
| 45227 | 45500 | Nevoy                       |
| 45228 | 45340 | Nibelle                     |
| 45229 | 45290 | Nogent-sur-Vernisson        |
| 45230 | 45260 | Noyers                      |
| 45231 | 45170 | Oison                       |
| 45232 | 45160 | Olivet                      |
| 45233 | 45390 | Ondreville-sur-Essonne      |
| 45234 | 45000 | Orléans                     |
| 45235 | 45140 | Ormes                       |
| 45236 | 45330 | Orveau-Bellesauve           |
| 45237 | 45390 | Orville                     |
| 45238 | 45250 | Ousson-sur-Loire            |
| 45239 | 45290 | Oussoy-en-Gâtinais          |
| 45240 | 45480 | Outarville                  |
| 45241 | 45150 | Ouvrouer-les-Champs         |
| 45242 | 45290 | Ouzouer-des-Champs          |
| 45243 | 45270 | Ouzouer-sous-Bellegarde     |
| 45244 | 45570 | Ouzouer-sur-Loire           |
| 45245 | 45250 | Ouzouer-sur-Trézée          |
| 45246 | 45300 | Pannecières                 |
| 45247 | 45700 | Pannes                      |
| 45248 | 45310 | Patay                       |
| 45249 | 45200 | Paucourt                    |
| 45250 | 45210 | Pers-en-Gâtinais            |
| 45251 | 45360 | Pierrefitte-ès-Bois         |
| 45252 | 45300 | Pithiviers                  |
| 45253 | 45300 | Pithiviers-le-Vieil         |
| 45254 | 45500 | Poilly-lez-Gien             |
| 45255 | 45490 | Préfontaines                |
| 45256 | 45260 | Presnoy                     |
| 45257 | 45290 | Pressigny-les-Pins          |
| 45258 | 45390 | Puiseaux                    |
| 45259 | 45270 | Quiers-sur-Bézonde          |
| 45260 | 45300 | Ramoulu                     |
| 45261 | 45470 | Rebréchien                  |
| 45265 | 45210 | Rosoy-le-Vieil              |
| 45262 | 45310 | Rouvray-Sainte-Croix        |
| 45263 | 45300 | Rouvres-Saint-Jean          |
| 45264 | 45130 | Rozières-en-Beauce          |
| 45266 | 45410 | Ruan                        |
| 45267 | 45460 | Saint-Aignan-des-Gués       |
| 45268 | 45600 | Saint-Aignan-le-Jaillard    |
| 45269 | 45130 | Saint-Ay                    |
| 45270 | 45730 | Saint-Benoît-sur-Loire      |
| 45271 | 45500 | Saint-Brisson-sur-Loire     |
| 45272 | 45590 | Saint-Cyr-en-Val            |
| 45273 | 45550 | Saint-Denis-de-l'Hôtel      |
| 45274 | 45560 | Saint-Denis-en-Val          |
| 45278 | 45230 | Sainte-Geneviève-des-Bois   |
| 45275 | 45220 | Saint-Firmin-des-Bois       |
| 45276 | 45360 | Saint-Firmin-sur-Loire      |
| 45277 | 45600 | Saint-Florent               |
| 45279 | 45220 | Saint-Germain-des-Prés      |
| 45280 | 45500 | Saint-Gondon                |
| 45281 | 45320 | Saint-Hilaire-les-Andrésis  |
| 45282 | 45160 | Saint-Hilaire-Saint-Mesmin  |
| 45283 | 45700 | Saint-Hilaire-sur-Puiseaux  |
| 45284 | 45800 | Saint-Jean-de-Braye         |
| 45285 | 45140 | Saint-Jean-de-la-Ruelle     |
| 45286 | 45650 | Saint-Jean-le-Blanc         |
| 45287 | 45210 | Saint-Loup-de-Gonois        |
| 45288 | 45340 | Saint-Loup-des-Vignes       |
| 45289 | 45170 | Saint-Lyé-la-Forêt          |
| 45290 | 45110 | Saint-Martin-d'Abbat        |
| 45291 | 45500 | Saint-Martin-sur-Ocre       |
| 45292 | 45230 | Saint-Maurice-sur-Aveyron   |
| 45293 | 45700 | Saint-Maurice-sur-Fessard   |
| 45294 | 45340 | Saint-Michel                |
| 45296 | 45310 | Saint-Péravy-la-Colombe     |
| 45297 | 45600 | Saint-Père-sur-Loire        |
| 45298 | 45750 | Saint-Pryvé-Saint-Mesmin    |
| 45299 | 45310 | Saint-Sigismond             |
| 45300 | 45640 | Sandillon                   |
| 45301 | 45170 | Santeau                     |
| 45302 | 45770 | Saran                       |
| 45303 | 45490 | Sceaux-du-Gâtinais          |
| 45305 | 45530 | Seichebrières               |
| 45306 | 45210 | La Selle-en-Hermoy          |
| 45307 | 45210 | La Selle-sur-le-Bied        |
| 45308 | 45400 | Semoy                       |
| 45309 | 45240 | Sennely                     |
| 45310 | 45300 | Sermaises                   |
| 45311 | 45110 | Sigloy                      |
| 45312 | 45700 | Solterre                    |
| 45313 | 45410 | Sougy                       |
| 45314 | 45450 | Sully-la-Chapelle           |
| 45315 | 45600 | Sully-sur-Loire             |
| 45316 | 45530 | Sury-aux-Bois               |
| 45317 | 45190 | Tavers                      |
| 45320 | 45300 | Thignonville                |
| 45321 | 45260 | Thimory                     |
| 45322 | 45210 | Thorailles                  |
| 45323 | 45420 | Thou                        |
| 45324 | 45510 | Tigy                        |
| 45325 | 45170 | Tivernon                    |
| 45326 | 45310 | Tournoisis                  |
| 45327 | 45470 | Traînou                     |
| 45328 | 45490 | Treilles-en-Gâtinais        |
| 45329 | 45220 | Triguères                   |
| 45330 | 45410 | Trinay                      |
| 45331 | 45510 | Vannes-sur-Cosson           |
| 45332 | 45290 | Varennes-Changy             |
| 45333 | 45760 | Vennecy                     |
| 45334 | 45260 | Vieilles-Maisons-sur-Joudry |
| 45335 | 45510 | Vienne-en-Val               |
| 45336 | 45600 | Viglain                     |
| 45337 | 45310 | Villamblain                 |
| 45338 | 45700 | Villemandeur                |
| 45339 | 45270 | Villemoutiers               |
| 45340 | 45600 | Villemurlin                 |
| 45341 | 45310 | Villeneuve-sur-Conie        |
| 45342 | 45170 | Villereau                   |
| 45343 | 45700 | Villevoques                 |
| 45344 | 45190 | Villorceau                  |
| 45345 | 45700 | Vimory                      |
| 45346 | 45530 | Vitry-aux-Loges             |
| 45347 | 45300 | Vrigny                      |
| 45348 | 45300 | Yèvre-la-Ville              |